# Großrußbach
Großrußbach is een gemeente in de Oostenrijkse deelstaat Neder-Oostenrijk, gelegen in het district Korneuburg (KO). De gemeente heeft ongeveer 1900 inwoners.

## Geografie
Großrußbach heeft een oppervlakte van 32,71 km². Het ligt in het noordoosten van het land, iets ten noorden van de hoofdstad Wenen en ten zuiden van de grens met Tsjechië.

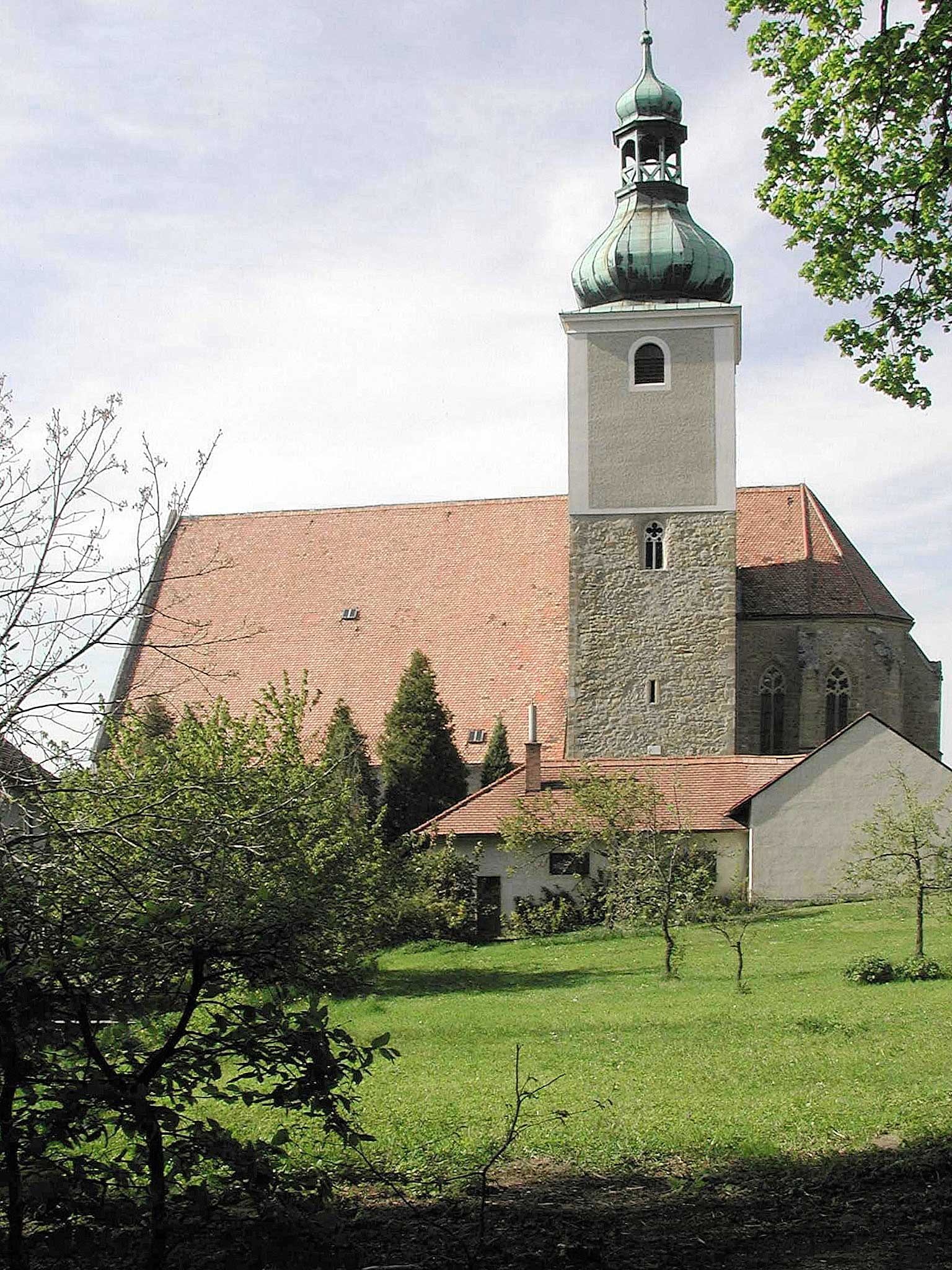
Kerk in Großrußbach
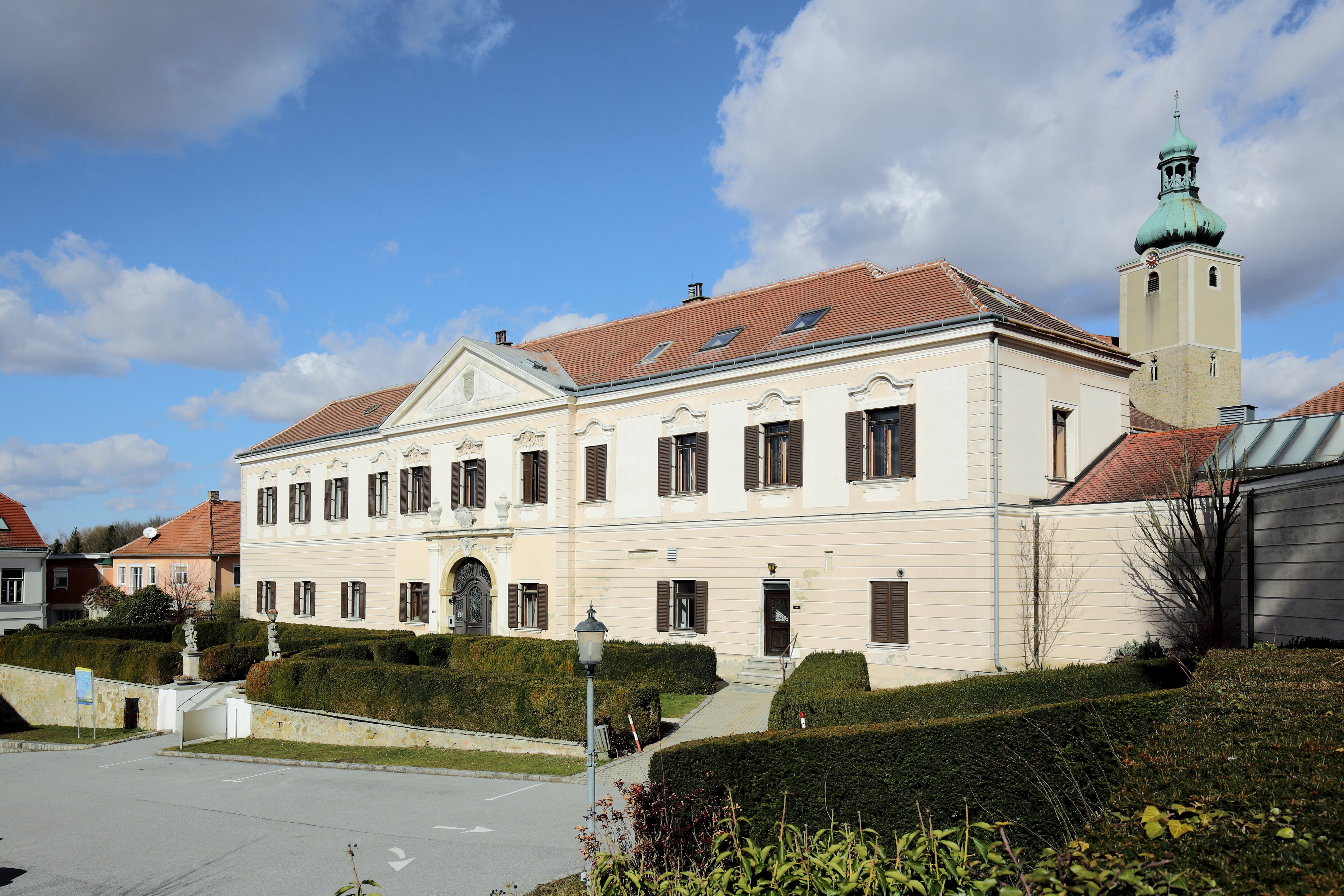
Slot van Großrußbach

Bisamberg · Enzersfeld im Weinviertel · Ernstbrunn · Großmugl · Großrußbach · Hagenbrunn · Harmannsdorf · Hausleiten · Korneuburg · Langenzersdorf · Leitzersdorf · Leobendorf · Niederhollabrunn · Rußbach · Sierndorf · Spillern · Stetteldorf am Wagram · Stetten · Stockerau
- Gemeinsame Normdatei: 4344396-5
- Library of Congress Control Number: n86119701
- Nationale Bibliotheek van Israël: 987007564849105171
- Virtual International Authority File: 151356804